# CRミスパチプロ
CRミスパチプロは、1995年に平和が開発、発売したパチンコ好きな女の子を主人公としたデジパチ機。『CR黄門ちゃま2』の後継機としてホールに登場した。現金機は『ちんじゃら娘』。

## 関連商品
- 『HEIWAパチンコワールド2』（ショウエイシステム、1995年9月29日、スーパーファミコン用ゲームソフト）